# Macocha (film 1911)
Macocha (jid. Di sztifmuter) – polski film fabularny z 1911 roku w języku jidysz, oparty na sztuce Jakuba Gordina. Nie zachowały się żadne informacje na temat filmu. Uznawany za zaginiony.